# Wikitruth
Wikitruth — веб-сайт, посвящённый критике Википедии. Был основан 20 марта 2006 года. На сайте утверждалось, что в самой структуре Википедии изначально существуют фундаментальные проблемы. Также особо выделялись высказывания и действия Джимми Уэйлса и других видных членов Фонда Викимедиа и исследовалось то, что участники называли вандализмом, цензурой статей в Википедии, а также многие другие аспекты культуры проекта.

## Участники проекта
В проекте «Wikitruth» заявлялось, что им занимается группа редакторов Википедии, включая нескольких администраторов, которые потратили сотни часов, редактируя страницы Википедии. С другой стороны, глава Википедии Джимбо Уэйлс назвал содержимое сайта «обманом», а его создателей — «почти наверняка троллями, заблокированными в Википедии». Редакторы Wikitruth отвечали на это, что некоторые действующие администраторы Википедии участвуют и в Wikitruth, ссылаясь в качестве доказательства на то, что некоторые статьи не могли быть написаны кем-либо, не имеющим административных полномочий.
На 2009 год в проекте насчитывалось 19 зарегистрированных участников.

## Публикации
Первое упоминание Wikitruth в прессе относится к статье Эндрю Орловского в английской газете The Guardian. Кроме всего прочего в статье отмечается, что Википедия — это «один из примеров свалки неточной информации».

### Слэшдот-эффект
Проект впервые обрёл популярность после заметки Slashdot от 16 апреля 2006 года под названием «Цензурируемые статьи Википедии появляются на протестном сайте» (англ. Censored Wikipedia Articles Appear On Protest Site) со ссылкой на статью в The Guardian. При этом упоминались удаление или существенное изменение Джимбо Уэйлсом и другими статей о бывшем порноактёре Джастине Бэрри, режиссёре порнофильмов Поле Баррези и других. После этой заметки, когда ссылка на Wikitruth появилась на заглавной странице Slashdot, сервера Wikitruth были завалены запросами. Впоследствии Wikitruth также упоминалась на Metafilter, Digg.com и прочих новостных веб-сайтах.

### Статья вThe Register
На следующий день Орловский опубликовал другую статью под названием «Уэйлс и Сэнгер в Википедии», на этот раз в The Register. В этой статье цитировались некоторые аргументы критиков Википедии от некого «Skip», который, по словам Орловского, является администратором Википедии и участником Wikitruth. Среди аргументов назывались недостаток CAPTCHA-защиты при регистрации или редактировании страниц и предпочтение оставления в проекте некоторых видов статей, таких как Pokémon.

## Прекращение активности
По состоянию на декабрь 2009 года проект прекратил развиваться. За 2008 год в нём появилось 10 новых статей, в 2009 году новых статей не было. В феврале 2009 года один из бюрократов проекта разместил заявление о том, что Wikitruth достиг своей цели и прекращает отслеживать события в Википедии. Позднее всё содержимое сайта было удалено.